# Cecilia Cuțescu-Storck
Cecilia Cuțescu-Storck (Câineni, 1879 - Boekarest, 1969) was een Roemeens kunstschilder.

## Leven en werk
Cecilia Cutescu Storck studeerde in München (Duitsland) aan de Damenakademie, daarna in Frankrijk bij Jean-Paul Laurens en Benjamin Constant aan de Parijse École des Beaux-Arts. Ze was lerares van meerdere generaties kunstenaars (1916-1947) en de eerste vrouwelijke docent aan een Academie voor Beeldende Kunsten in Europa. Ze werd opgenomen in het Franse Legioen van Eer.
Storck beoefende verscheidene aspecten van de schilderkunst: landschappen, interieurs, portretten, stillevens en decoratieve panelen. Muurschilderingen nemen in Storcks werk een bijzondere plaats in. De kunstenares leverde een belangrijke bijdrage aan de artistieke ontwikkeling van Roemenië op dit vlak.
Cecilia Cuțescu-Storck was getrouwd met de Roemeense beeldhouwer Frederic (Fritz) Storck.

## Oeuvre

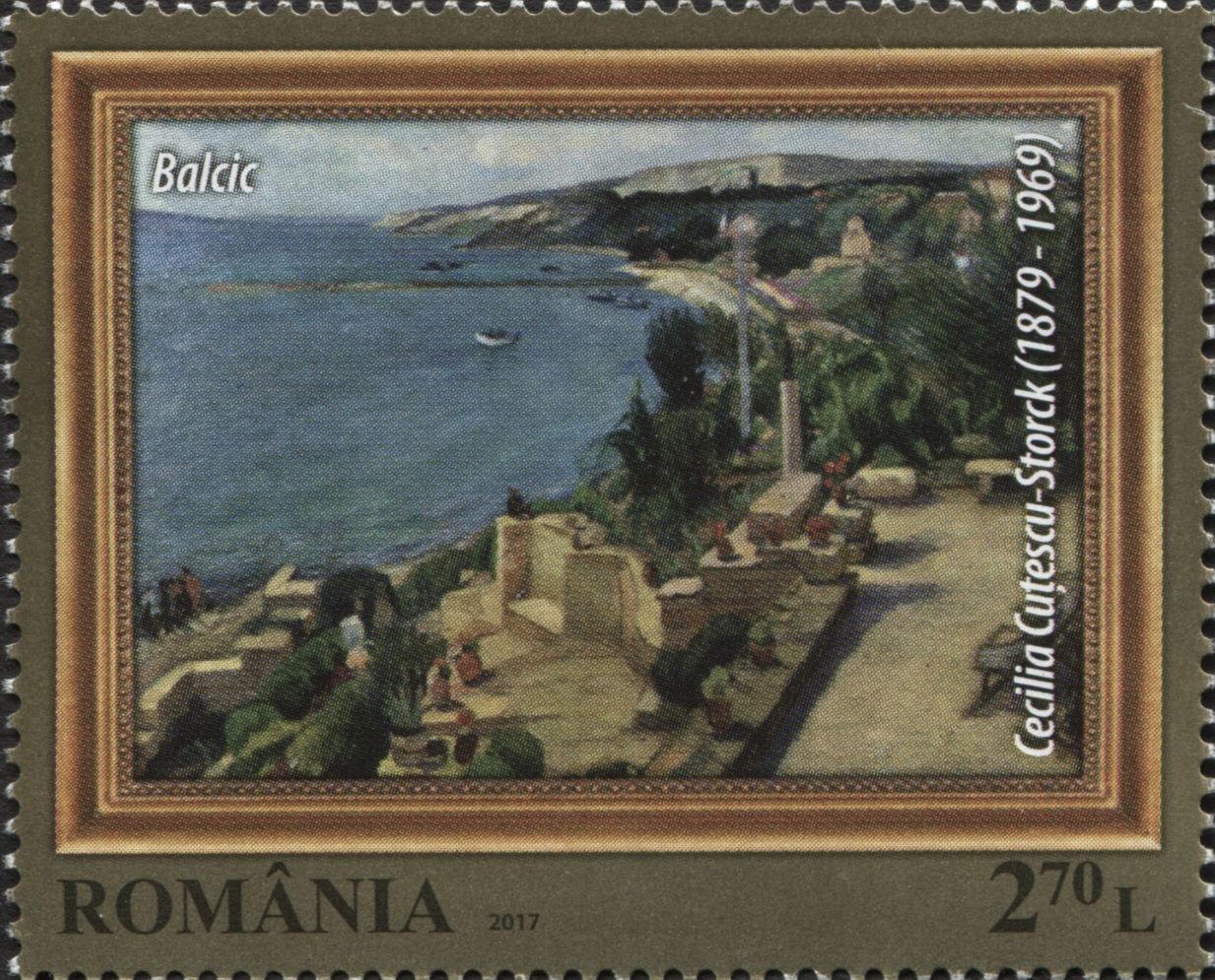
Balchik, Roemeense postzegel (2017)

## Museum
Het woonhuis van Cecilia Cuțescu-Storck en Frederik Storck in Boekarest is tegenwoordig het Muzeul "Frederic si Cecilia Storck". Er wordt ook werk van Frederiks vader Karl Storck en zijn oudere broer Carol Storck getoond.